# 洛德勒方
洛德勒方（法語：Laudrefang，法語發音：[lodʁəfɑ̃]；洛林法兰克语：Lodderfang）是法国摩泽尔省的一个市镇，属于福尔巴克-布莱摩泽尔区。

## 地理
洛德勒方（49°4'59"N, 6°38'25"E）面积4.7 平方千米，位于法国大東部大區摩泽尔省，该省份为法国东北部内陆省份，是洛林的一部分，西南接默尔特-摩泽尔省，东临下莱茵省，北与卢森堡和德国接壤。
与洛德勒方接壤的市镇（或旧市镇、城区）包括：邦比代尔斯特罗夫、福尔什维莱尔、隆日维尔-莱圣阿沃尔德、蓬皮埃尔、聖阿沃爾德、尼德河畔泰坦、特里特兰-雷德拉克。

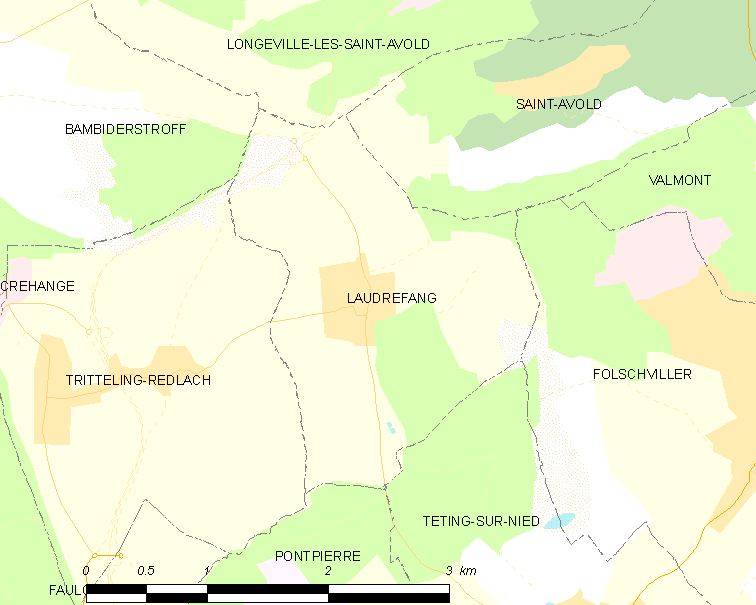
洛德勒方的OSM定位图

洛德勒方的时区为UTC+01:00、UTC+02:00（夏令时）。

## 行政
洛德勒方的邮政编码为57385，INSEE市镇编码为57386。

## 政治
洛德勒方所属的省级选区为福尔克蒙县。

## 人口

1962-2008年间洛德勒方人口变化图示

洛德勒方于2022年1月1日时的人口数量为339人。